# Luke Ross
Luke Ross (született: Luciano Queiroz, São Paulo, 1972. július 18. –) brazil képregényrajzoló. Karrierjét egy kisebb reklámügynökség igazgatójaként kezdte, de előtte dolgozott bolti alkalmazottként, villanyszerelőként és kohászként is.
Első munkája 1991-ben jelent meg a Turma do arrepio című képregényben. Az első, az Amerikai Egyesült Államokban megjelent munkája az Eclipse Comics 1992-es Blood is the Harvest minisorozata volt. Az Innovation Publishingnél a Quantum Leapen és a Lost in Space-en dolgozott. A Marvel Comicsnál olyan kiadványokban közreműködött, mint az Uncanny X-Men és a Spectacular Spider-Man.

## Magyarul
- Darth Maul; szöveg Cullen Bunn, rajz Luke Ross, ford. Szente Mihály; Szukits, Szeged, 2018